# 元丰 (北宋)

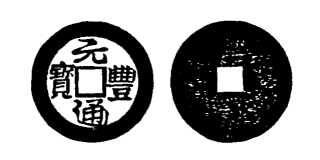
元豐通寶

元丰（1078年—1085年）是北宋时宋神宗赵顼的一个年号，共计8年。元丰八年三月五日宋哲宗即位沿用。
熙寧十年（1077年）宋神宗打算改元，命大臣先草擬名號。近臣草擬了「平成」、「美成」、「豐亨」三個名號，宋神宗均不滿意，批復：「成字負戈，美成者，犬羊負戈。亨字為子不成，不若去亨而加元。」最終把新年號定為「元豐」。

## 年號含義
意思為大丰收。

## 改元
- 熙寧十年——十二月六日，有詔明年改元元豐。[3][4][5]
- 元豐九年——正月一日，有詔改元元祐。[6][7][8]

## 紀年對照表
| 元丰 | 元年   | 二年   | 三年   | 四年   | 五年   | 六年   | 七年   | 八年   |
| ---- | ------ | ------ | ------ | ------ | ------ | ------ | ------ | ------ |
| 公元 | 1078年 | 1079年 | 1080年 | 1081年 | 1082年 | 1083年 | 1084年 | 1085年 |
| 干支 | 戊午   | 己未   | 庚申   | 辛酉   | 壬戌   | 癸亥   | 甲子   | 乙丑   |

## 大事记
- 元豐改制
- 《元豐九域志》完成

## 同期存在的其他政權之紀年
- 中國
  - 大康（1075年－1084年）：遼—遼道宗耶律洪基之年號
  - 大安（1085年－1094年）：遼—遼道宗耶律洪基之年號
  - 大安（1075年－1085年）：西夏—夏惠宗李秉常之年號
  - 廣安（1077年－1080年）：大理—段連義之年號
  - 上明（1081年）：大理—段壽輝之年號
  - 保立（1082年）：大理—段正明之年號
  - 建安（1083年－1091年）：大理—段正明之年號
- 越南
  - 英武昭勝（1076年－1084年）：李朝—李乾德之年號
  - 廣祐（1085年－1092年）：李朝—李乾德之年號
- 日本
  - 承曆（1077年－1081年）：白河天皇之年号
  - 永保（1081年－1084年）：白河天皇之年号
  - 應德（1084年－1087年）：白河天皇與堀河天皇之年号

## 深入閱讀
- 李崇智. . 北京: 中華書局. 2004年12月. ISBN 7101025129.
- 鄧洪波. . 臺北: 國立臺灣大學東亞經典與文化研究計劃. 2005年3月  [2021-11-19]. ISBN 9789860005189. （原始内容 (pdf)存档于2007-08-25）.

| 前一年號： 熙宁 | 北宋年号 | 下一年號： 元祐 |